# Dymasius hefferni
Dymasius hefferni är en skalbaggsart som beskrevs av Holzschuh 2005. Dymasius hefferni ingår i släktet Dymasius och familjen långhorningar. Inga underarter finns listade i Catalogue of Life.

## Bildgalleri

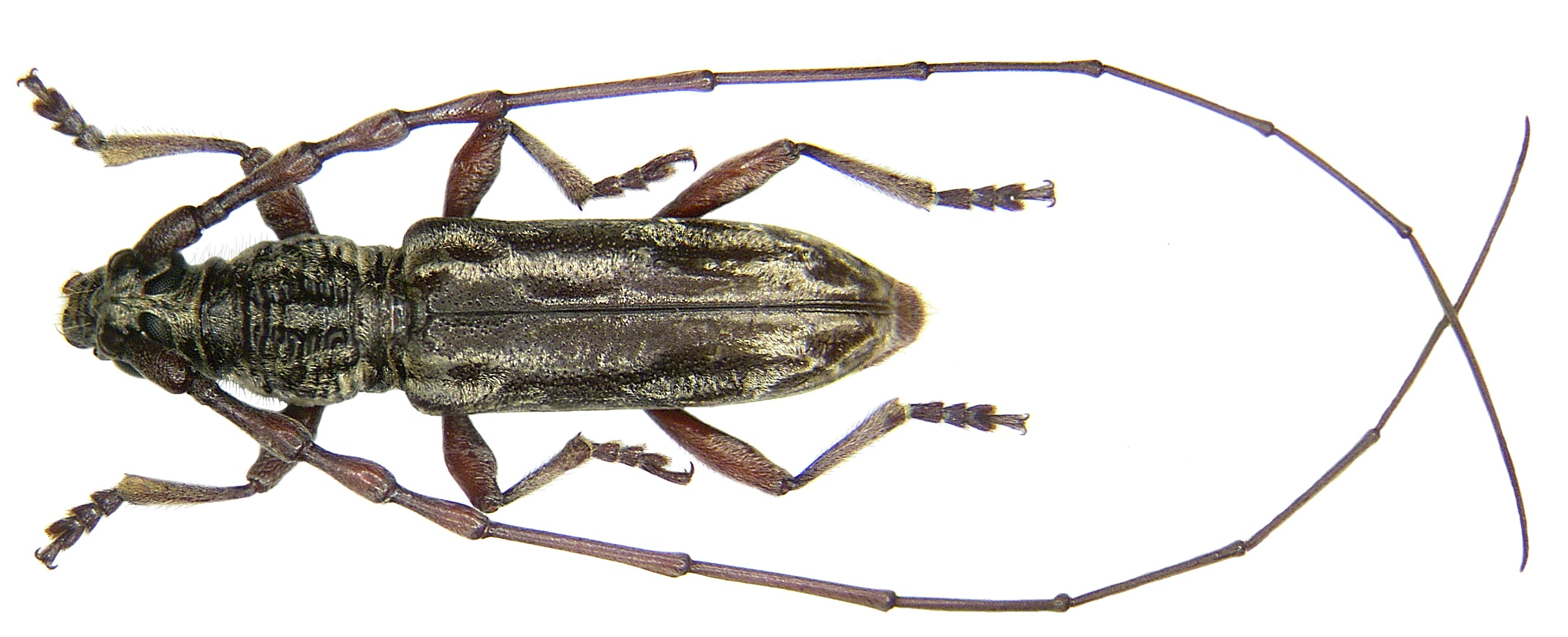